# Constantin Hansen

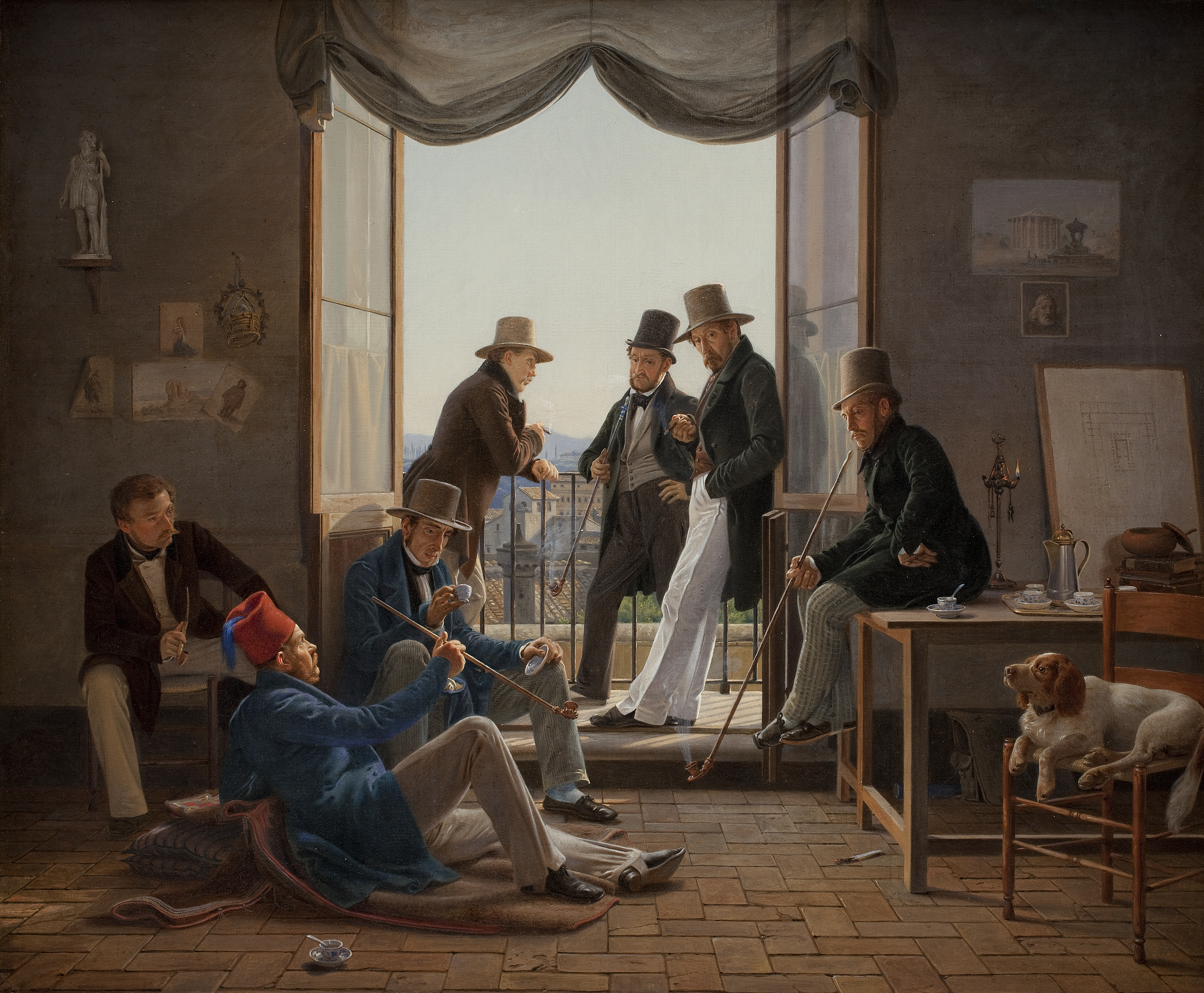
Companyia d'artistes danesos a Roma, 1837

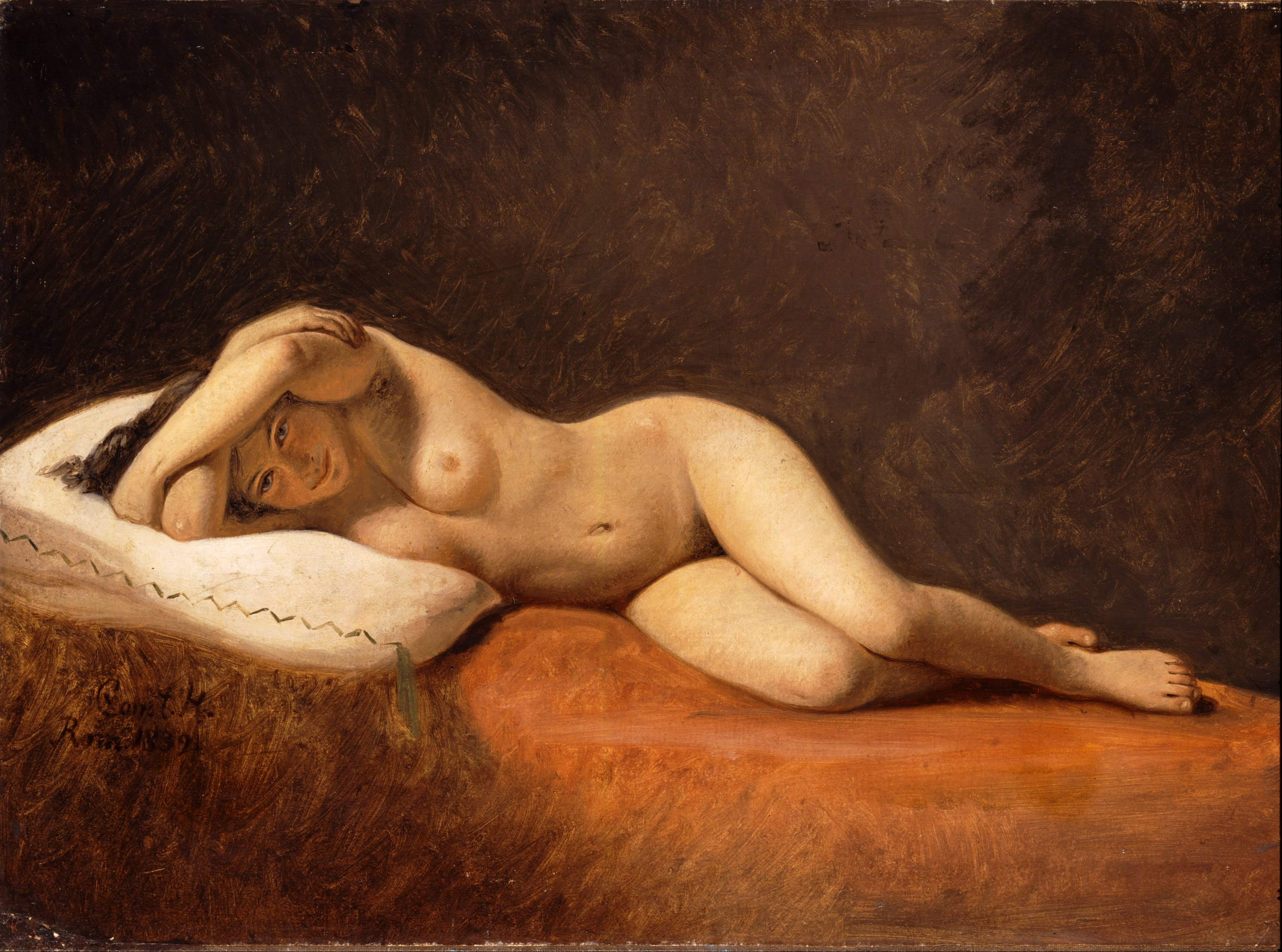
Model en repòs, 1839

Constantin Hansen (danès: Carl Christian Constantin Hansen)  (Roma, 3 de novembre de 1804 - Frederiksberg, 29 de març de 1880) va ser un dels pintors associats a l'edat d'or de la pintura danesa. Estava profundament interessat en la literatura i la mitologia, i, inspirat per l'historiador d'art Niels Lauritz Høien, va intentar recrear una pintura històrica nacional basada en la mitologia nòrdica. Va pintar també molts retaules i retrats, inclosa la històrica Assemblea Constitucional (Den grundlovgivende Rigsforsamling) entre 1861 i 1865.

## Primers anys
Va néixer a Roma, fill del pintor de retrats Hans Hansen. La família ràpid es va traslladar a Viena, on la vídua de Wolfgang Amadeus Mozart es va convertir en la seva padrina de baptisme. En el seu primer any, la família es va mudar a Copenhaguen, on es va criar.

## Educació
Va ingressar a l'escola d'arquitectura de la Reial Acadèmia de Belles Arts de Dinamarca (Det Kongelige Danske Kunstakademi) als 12 anys, però va canviar el seu curs d'estudi a pintura a l'edat de 21 anys. Va començar la seva formació amb Christoffer Wilhelm Eckersberg el 1828. Va perdre als seus pares en aquest moment pel tifus, i es va convertir en l'únic defensor de les seves germanes menors. Es va fer càrrec de diversos encàrrecs que havien pertangut al seu pare, inclosos alguns exemplars d'una col·lecció de retrats en el Palau de Frederiksborg i d'unes pintures decoratives en el Palau de Christiansborg.

## Estudi a l'estranger
El 1835 va rebre un salari de dos anys per viatjar a l'estranger, al que va seguir un salari addicional d'un any. Els seus viatges el van portar per Berlín, Dresden, Praga, Nuremberg i Múnic en el seu camí a Itàlia, on va viatjar extensament i va romandre en els períodes més llargs a Roma, Nàpols i Pompeia. A Itàlia va conèixer al seu company Dane, l'escultor Bertel Thorvaldsen. Va viatjar amb altres artistes danesos, com a Jørgen Rosegueu, Christen Købke i el pintor decoratiu Georg Christian Hilker.
La Societat d'Art de Copenhaguen (Kunstforening) li va encarregar una pintura a Hansen el 1837, i ell els va brindar Artistes danesos a Roma (Et Selskab af danske Kunstnere i Rom). A més, va pintar escenes populars italianes i estudis d'antiguitats i arquitectura romanes que reflecteixen l'esperit d'Eckersberg.
Després de vuit anys a Itàlia, finalment va tornar a Dinamarca, romanent breument a Múnic, on va estudiar la tècnica de la pintura al fresc, anticipant-se a una comissió, juntament amb Georg Hilker, per decorar el vestíbul de la Universitat de Copenhaguen en Frue Plads. Aquest treball el va ocupar des de 1844 fins a 1853. Hansen va pintar les figures mitològiques, mentre que Hilker va pintar les decoracions i els marcs.

## Matrimoni
Es va casar amb Magdalena Barbara Købke en 1846, i van tenir tretze fills. No obstant això, quatre nens van morir dins del primer any després d'haver nascut i un dels seus fills, Hans Christian, va morir a l'edat de dinou en un naufragi.
El 1854 va ser nomenat professor en l'Acadèmia i el 1864 es va convertir en membre de l'Acadèmia. Una de les seves filles, Elise Konstantin-Hansen, es va convertir en una pintora reconeguda, i una altra, Kristiane Konstantin-Hansen, es va convertir en teixidora de tapissos.